# Bill Sharpe (Leichtathlet)
Bill Sharpe (eigentlich William John Sharpe; * 23. Januar 1932 in Philadelphia; † 28. Dezember 1995 in Pennsylvania) war ein US-amerikanischer Dreispringer.
1956 wurde er Vierter bei den Olympischen Spielen in Helsinki, und 1959 gewann er Bronze bei den Panamerikanischen Spielen in Chicago.
Bei den Olympischen Spielen 1960 in Rom schied er in der Qualifikation aus.
1963 siegte er bei den Panamerikanischen Spielen in São Paulo, und 1964 wurde er Elfter bei den Olympischen Spielen in Tokio.
Dreimal wurde er US-Meister (1957, 1961, 1962). 1956 holte er für das West Chester State Teachers College startend den NCAA-Titel. Seine persönliche Bestleistung von 16,18 m stellte er am 13. September 1964 in Los Angeles auf.